# Ipomoea suffulta
Ipomoea suffulta es una especie fanerógama de la familia Convolvulaceae.

## Clasificación y descripción de la especie
Herbácea postrada o a veces trepadora, leñosa en la base, perenne; tallo poco ramificado; hoja ovada o subreniforme, de 1.5 a 6.5 cm de largo, de 1.7 a 5.5 cm de ancho, ápice acuminado o atenuado, envolviendo a la inflorescencia en los nudos, márgenes a veces dentados; inflorescencias con 1 a 5 flores; sépalos subiguales a desiguales, de 3 a 6 mm de largo; corola casi con forma de embudo (subinfundibuliforme), de 3.5 a 5 cm de largo, tubo blanco, limbo rosado a purpúreo; el fruto es una cápsula subglobosa, de 8 a 10 mm de largo, con 4 semillas, subglobosas, 3-anguladas, de 6 a 7 mm de largo, puberulentas.

## Distribución de la especie
Es una especie con distribución en el occidente de México, en la Depresión del Balsas y la Faja Volcánica Transmexicana, en los estados de Nayarit, Jalisco, Michoacán, México, [Estado de Guerrero|[Guerrero]], Oaxaca y Chiapas; hasta Guatemala, en Centroamérica.

## Ambiente terrestre
Esta especie se desarrolla en bosques de encino y pino, en un gradiente altitudinal que va de los 1000 a los 1800 m s.n.m. Florece de julio a octubre.

## Estado de conservación
No se encuentra bajo ningún estatus de protección.